# Опсада Крфа
Опсада Крфа (новембар 1798 – март 1799) је била војна операција заједничке руске и турске флоте против француских трупа које су заузеле острво Крф. 

## Историја
Кампоформијским миром и распадом Венецијанске Републике, Јонска острва су предата Француској Републици, која је заузела Крф. Године 1798, адмирал Фјодор Ушаков је послат на Медитеран да командује заједничком руско-турском ескадрилом да подржи предстојећу италијанску и швајцарску експедицију генерала Александра Суворова (1799–1800). Један од главних задатака Ушакова био је да од Француза узме стратешки важна Јонска острва. У октобру 1798. године француски гарнизони су протерани из Китере, Закинтоса, Кефалоније и Лефкаде. Остало је да се заузме највеће и најбоље утврђено острво архипелага Крф.
Град Крф се налази на источној обали у централном делу острва између две тврђаве: Средњовековна Стара тврђава, на источном делу града, одсечена од града вештачким јарком; Модернија Нова тврђава, огроман комплекс утврђења који доминира североисточним делом града. Од нове до старе тврђаве уз обалу је ишао високи зид. Са мора, град је штитило добро утврђено острво Видо, а мање острво Лазарето, две миље уз обалу, такође су ојачали Французи. Венецијанци нису добро одржавали тврђаве па су у то време биле у лошем стању. Од 500 артиљеријских оруђа у утврђењима, само око 150 је било способно за употребу. Французи су такође недостајале намирнице, које су морале бити хитно реквириране од локалног становништва. Поред тога, француске трупе  ду Левант, којом је командовао генерал Луј Шабо, биле су као гарнизони расуте по острвима и копненим ексклавама, остављајући само око 1.500 људи за одбрану Крфа. То су биле шаролике снаге: полубригаде (пукови), сапери, морнари и артиљерци, као и неколико локалних добровољаца и жандарма. У Италију су послате хитне поруке у којима се тражило појачање од 3.000 људи, залихе и муниција а 22. октобра становништво (чија је лојалност била сумњива) је разоружано.
Дана 4. новембра 1798. Ушаковљева руско-турска ескадрила, састављена од три линијска брода, три фрегате и неколико малих бродова, започела је опсаду Крфа. Убрзо су им се придружиле турска ескадрила и још једна руска ескадрила под командом капетана Дмитрија Сењавина. С обзиром на јака утврђења острва и недостатак снаге за десант, у почетку је одлучено да се сачека турско појачање. Међутим, већ првог дана Французи су напустили своја утврђења на острву Лазарето, које су Руси одмах заузели.
Дана 13. новембра, мале снаге Руса искрцале су се без отпора и заузеле малу луку Гувија око пет миља дуж обале. Од тада су Руси почели да граде батерије и да гранатирају утврде које су држали Французи. У децембру је још једна руска ескадрила, ова под командом контраадмирала Павла Пустошкина, појачала опсадне снаге. Комбинована флота се сада састојала од 12 линијских бродова, 11 фрегата и много мањих пловила. У ноћи 26. јануара француски брод је отпловио у Анкону.
У фебруару је стигло око 4.000 отоманских војника и одлучено је да се искрцају на острво Видо – кључ за одбрану Крфа – користећи поморску артиљерију против његових обалских батерија.
Напад на Видо почео је рано ујутру 28. фебруара 1799. После четворочасовног бомбардовања од стране неколико бродова, свих пет обалских батерија на острву је угушено. Две француске дивизије су покушале да интервенишу, али су оштећене и приморане да се повуку у заштиту батерија Крфа. Савезничка флота је тада искрцала преко 2000 људи на Видо и после двочасовне битке острво је заузето. Од 800 људи који су бранили острво, 200 је убијено, а 400 заробљено, укључујући команданта острва, бригадног генерала Пиврона. Око 150 мушкараца је успело да доплива до Крфа. Руски губици су 31 погинули и 100 рањени. Османлије су имале 180 убијених и рањених. 
После пада Вида, кључ Крфа је био у рукама Ушакова. Првог марта заробљене батерије на острву отвориле су ватру на градска утврђења, уз подршку руских обалских батерија и неких руских и турских ратних бродова. Савезничке снаге су јуришале и заузеле околна утврђења Сан Роко, Сан Салваторе и Сан Абрахам. Ушаков је 2. марта планирао да нападне главне тврђаве, али су ујутру Французи послали изасланике да траже четрдесетосмочасовно примирје, а они су се 3. марта предали.

## Последице
Капитулација договорена између Француза и Руса била је поштена, укључујући и одредбу да француске трупе буду пребачене у Тулон. Преостале француске бродове у луци заузели су савезници, укључујући дивизију која је заробљена од Краљевске морнарице 18. августа 1798; Руси су је вратили Британцима.
Адмирала Ушакова је цар Русије одликовао звездом Ордена Светог Александра Невског, а османски султан челенгком, који се ретко додељује немуслиманима.
Заузимањем Крфа завршено је руско-турско преузимање Јонских острва, које је имало велики војни и политички значај. Острва су постала Република Седам Острва, привремени протекторат Русије и Турске, а Крф је неколико година служио као база за руску медитеранску флоту. Ушаковљева флота је наставила да подржава савезнички напад на Напуљ.